# Ë (латиниця)
Ë, ë — літера розширеного латинського алфавіту або символ, утворений буквою E шляхом додавання умлаута чи треми.
В албанській, мові гуам, кашубській, п'ємонтській, ладіно та люксембурзькій мовах позначає нейтральний голосний [ə], причому в албанській ë — найчастотніша літера (10 % вживання).
У нідерландській, французькій мовах, в мові африкаанс (рідко в англійській, німецькій та шведській мовах) означає окремо читану літеру e, тобто літера ë не утворює дифтонги з сусідньої голосною: фр. Noël (/nɔ.ɛl/) — Різдво, фр. citroën — «Сітроен», нід. koloniën — колонії, англ. Diogenes Laërtius — Діоген Лаертський, нім. Abdiël — Авдіїл (біблійний персонаж).
У німецькій ë вказує на те, що буквосполучення «ie» слід вимовляти не як довге «i», а як коротке, наприклад, у прізвищі Piëch («Піх», «Піхь»).
У цих випадках трема грає роль діерезиса, а не умлаута, як у відоміших та поширеніших німецьких літерах ä, ö, ü. Функціонально це різні діакритичні знаки, хоча й мають однаковий вигляд.
Літера ë також використовується в записі латиницею штучної мови квенья й використовується тоді, коли слово закінчується на звук «е» і потрібно підкреслити, що він вимовляється, а не скорочується, як в англійській.

## Кодування
| Графема | HTML   | Юнікод | TeX      |
| ------- | ------ | ------ | -------- |
| Ë       | &Euml; | U+00CB | \\ddot E |
| ë       | &euml; | U+00EB | \\ddot e |